# Wilhelm Ederle
Wilhelm Ederle (Bissingen an der Teck, 8 novembre 1901 – Tubinga, 11 marzo 1966) è stato un medico e psichiatra tedesco.

## Biografia
Fu il figlio del costruttore Georg Ederle di Bissingen an der Teck. Dopo l'istruzione a base studiò a Berlino e Tübingen medicina e si laureò nel 1928 come medico. Fino al 1933 fu assistente di medicina all'Università di Tübingen, dove studiò le malattie del sangue e la tubercolosi. Più tardi si occupò di neurologia e psichiatria. Fu il primo medico in Germania ad utilizzare l'insulina per la cura della schizofrenia. Morì l'11 marzo 1966 di infarto.
| Controllo di autorità | VIAF (EN) 170901993 · ISNI (EN) 0000 0001 1989 4460 · GND (DE) 1012184404 |